# Microhydrula pontica
Microhydrula pontica is een hydroïdpoliep uit de familie Microhydrulidae. De poliep komt uit het geslacht Microhydrula. Microhydrula pontica werd in 1965 voor het eerst wetenschappelijk beschreven door Valkanov. 